# Empoasca peba
Empoasca peba är en insektsart som beskrevs av Rowland Southern och Dietrich 2010. Empoasca peba ingår i släktet Empoasca och familjen dvärgstritar. Inga underarter finns listade i Catalogue of Life.